# Julian Brix
Julian Brix är en dansk barnskådespelare.
Brix har bland annat medverkat som tävlande i den danska serien Det sorte kageshow. I den danska julkalendern Tidsrejsen 2 spelade han Laurentius Drago, en av seriens återkommande karaktärer. Han spelade samma karaktär, nu som en av huvudkaraktärena, i uppföljaren som på svenska heter Häxjakten.

## Filmografi (i urval)
- 2024 – Det sorte kageshow (TV-serie)
- 2024 – Tidsrejsen 2 (TV-serie)
- 2025 – Häxjakten (TV-serie)